# Infousurpa

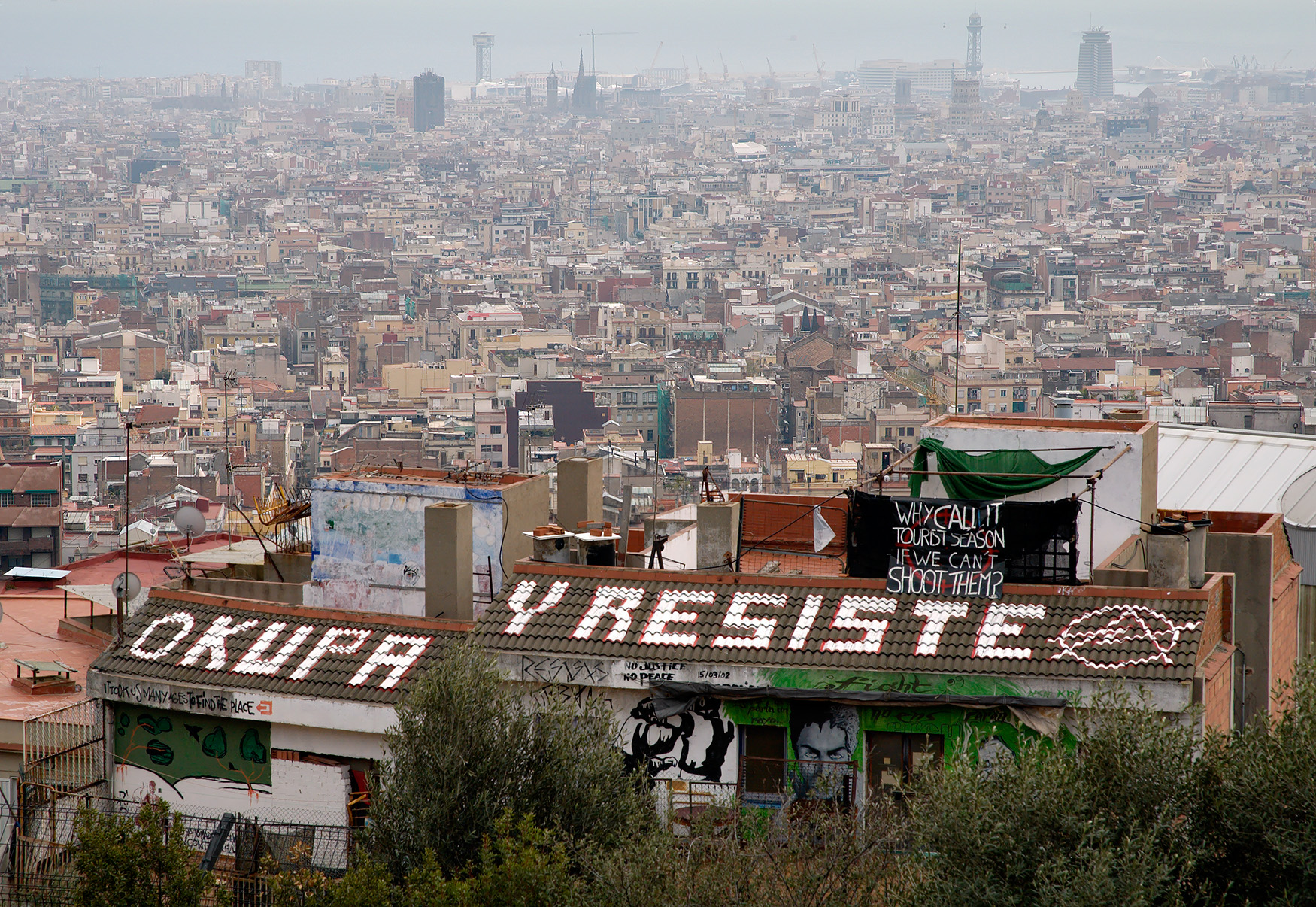
Casa de Okupas, Parc Guell, Barcelona (2007)

Infousurpa es una agenda semanal gratuita escrita tanto en catalán como en castellano con la información de las actividades que se realizan en los más de 50 centros sociales okupados de Barcelona y alrededores. Además contiene una pequeña sección de contrainformación. Nació en el año 1995 como el primer medio interno del movimiento okupa de Barcelona. Está realizada por voluntarios y se financia autogestionadamente.
La semana del infousurpa empieza los miércoles, ya que sale a la calle todos los martes. 
Otra publicación que se reparte con el usurpa, como se le conoce entre el movimiento okupa, es el contrainfos. 